# Brahestads museum
Brahestads museum är ett finländskt lokalhistoriskt museum i Brahestad. Det grundades av Carl Robert Ehrström 1862 och har ursprunglig museilokal och kontor i Brahestads tidigare tull- och packhusbyggnad från 1848.
Det mest kända och värdefulla av museets föremål är "Gamla herren" i Kronomagasinet, en dykardräkt från 1700-talet, som är världens äldsta bevarade dykardräkt. Den är gjord av kalvskinn på 1700-talet.

## Brahestads museums museer
- Packhuset i Brahestads tidigare tull- och packhusbyggnad 64°41′15.1″N 024°28′17.1″Ö / 64.687528°N 24.471417°Ö
- Kronomagasinet, med utställningar om Brahestads historia från förhistorisk tid till i dag. 64°40′52″N 24°28′07″Ö / 64.68111°N 24.46861°Ö
- Soveliushuset, med interiör av ett redarhem 64°41′16″N 24°28′22″Ö / 64.68778°N 24.47278°Ö
- Gamla apoteket 64°41′12″N 24°28′31″Ö / 64.68667°N 24.47528°Ö
- Saloinens hembygdsmuseum 64°36′22″N 24°24′39″Ö / 64.60611°N 24.41083°Ö
- Ojala hembygdsmuseum 64°41′07″N 24°35′45″Ö / 64.68528°N 24.59583°Ö
- Olkijoki fredspörte 64°43′42″N 24°36′34″Ö / 64.72833°N 24.60944°Ö

## Bildgalleri

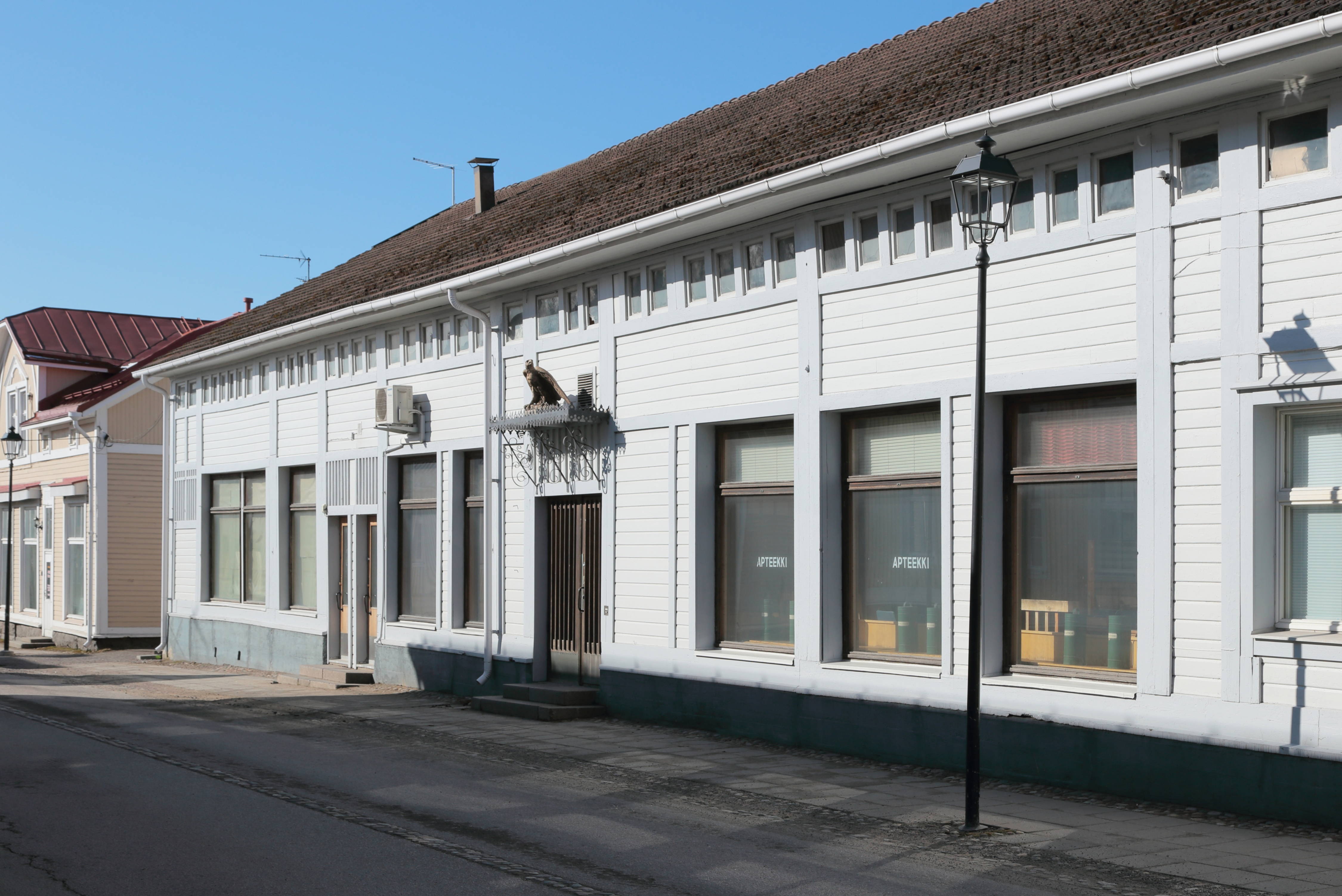
Gamla apoteket, Köpgatan 31
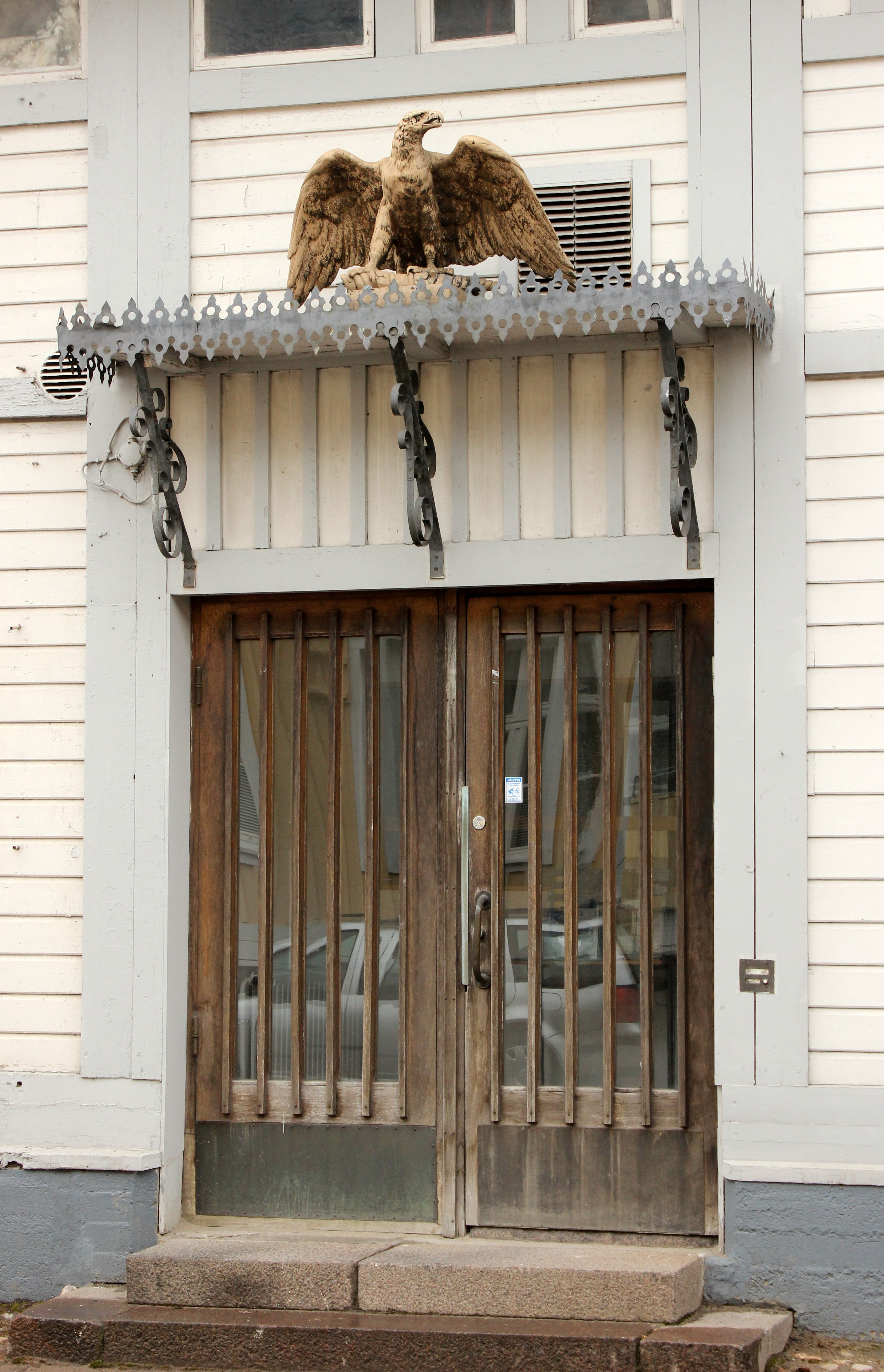
Ingången till Gamla apoteket
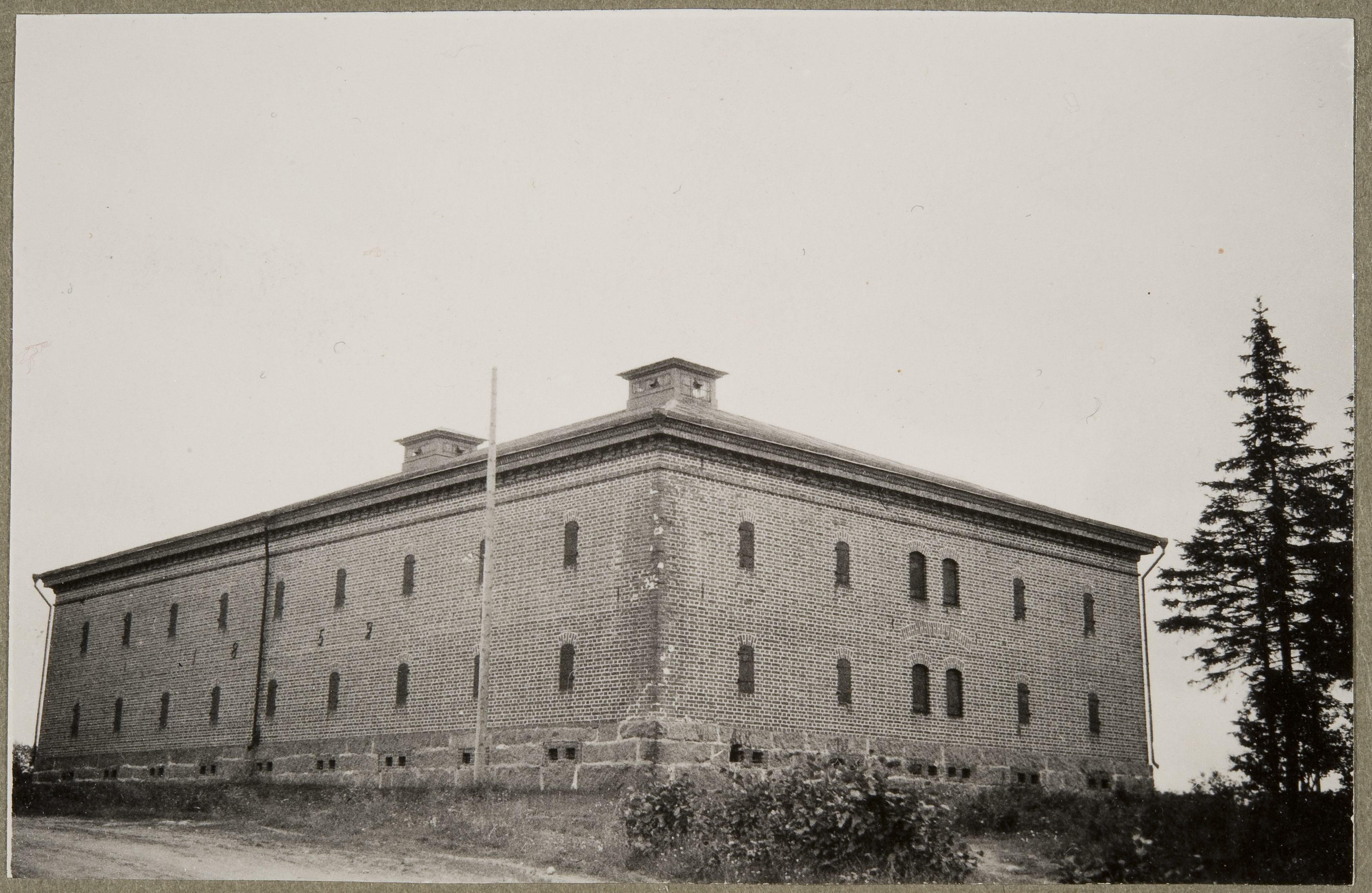
Kronomagasinet, Havsgatan 10, 1931
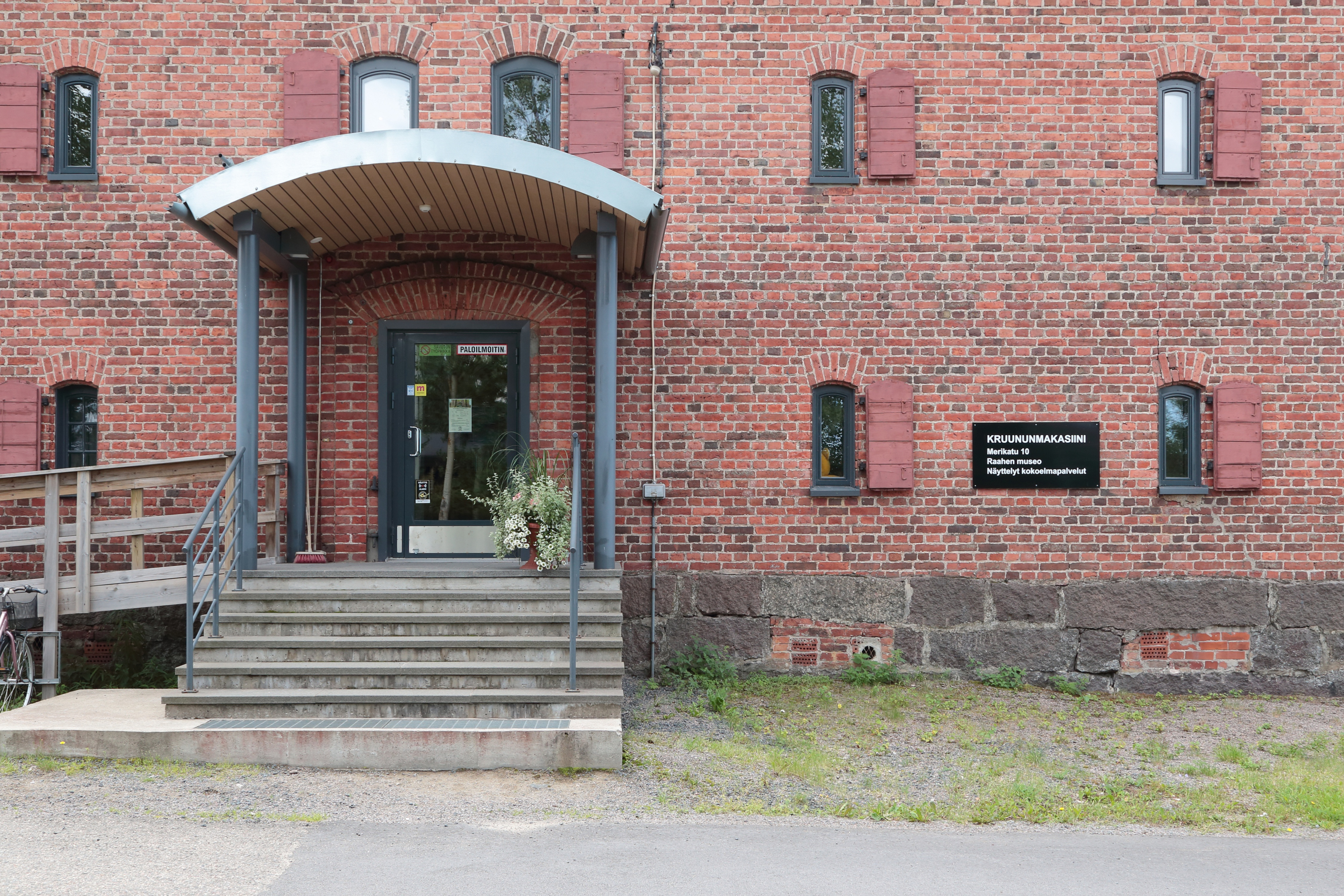
Ingången till Kronomagasinet
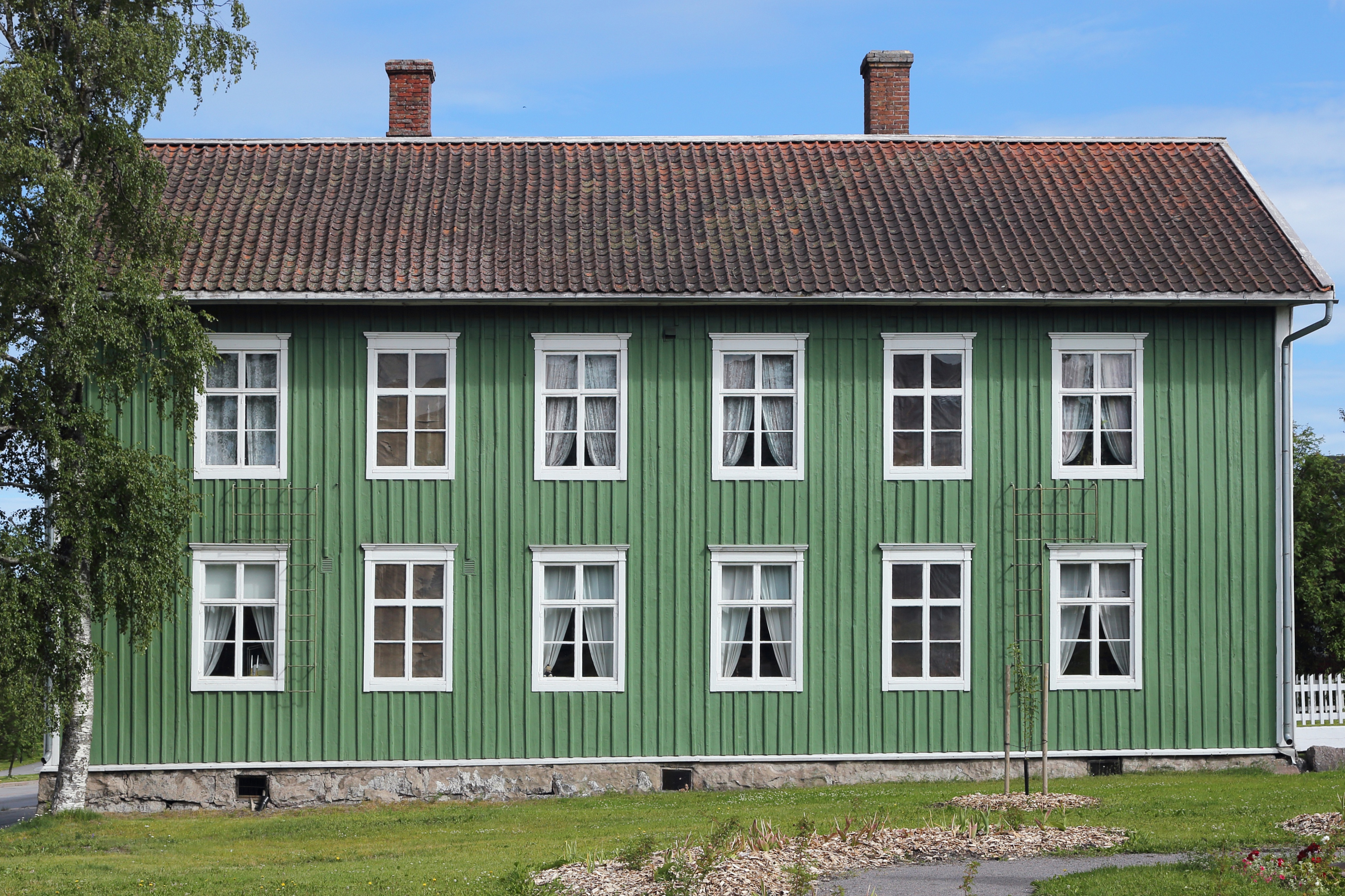
Soveliushuset, Strandgatan
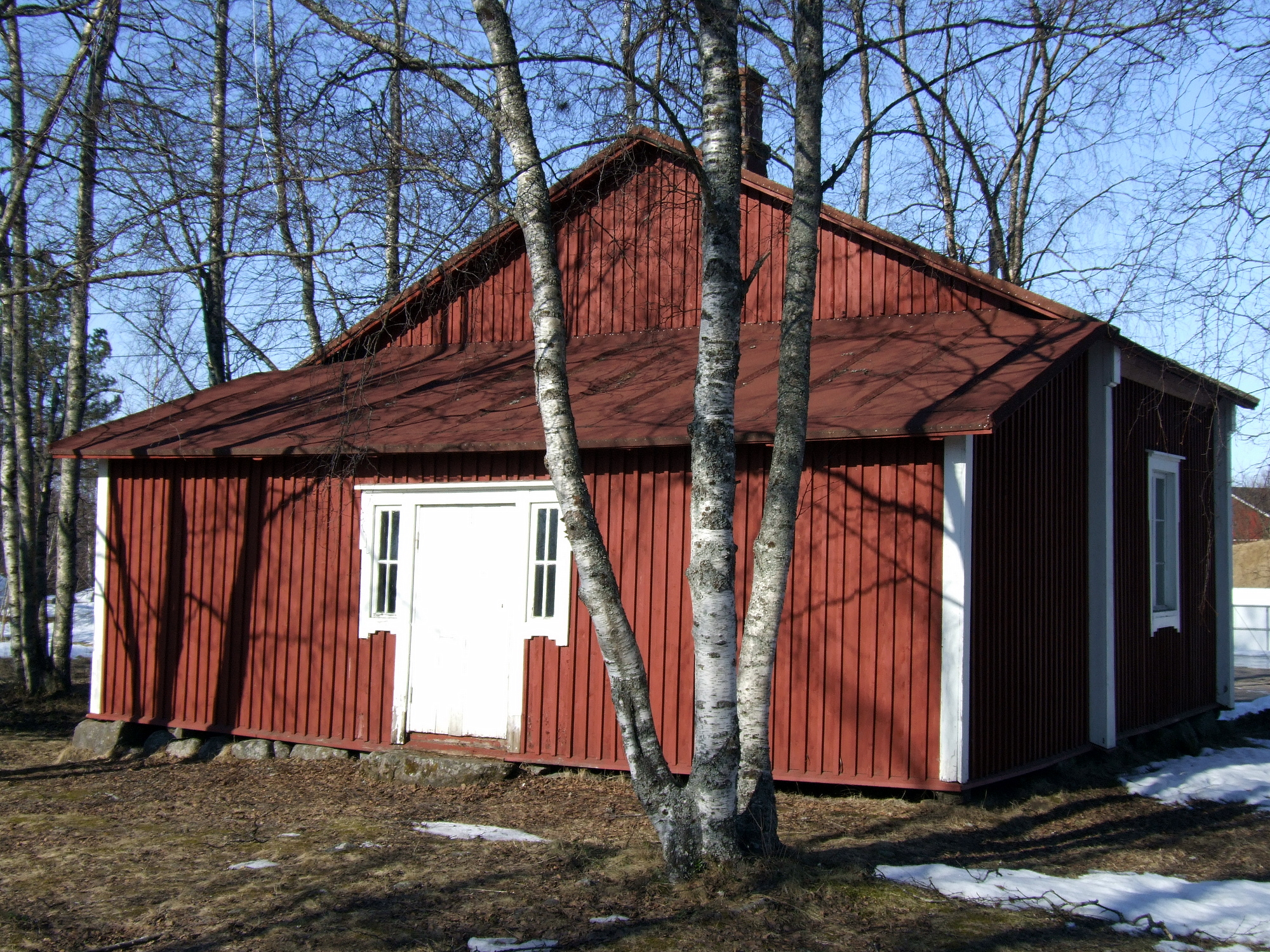
Olkijoki fredspörte